# 追到過去
《追到過去》（英語：BACK TO THE 90s）是2015年於泰國上映的浪漫喜劇電影。男女主角分別由查寧通‧吉普利達與平采娜·樂維瑟派布恩所飾演。該片全長111分钟，影片收入達928万泰铢。